# NGC 4565
NGC 4565（Caldwell 38）は、かみのけ座の渦巻銀河で、地球から約3000万から5000万光年離れている。
この銀河は10等級で、ポラリスが地球から見て天の北極に位置するように、銀河系の銀河北極にほぼ垂直に位置している。
側面が狭いため、Needle Galaxyとして知られている。1785年にウィリアム・ハーシェルによって発見された。この銀河は、最も有名な真横から見た渦巻銀河の1つである。小型望遠鏡で観察した天文愛好家達は、NGC 4565はメシエが見逃した傑作な天体である、と考えている。
バルジの性質について、文献に多くの推測が存在している。バルジの星の運動についての明確な動力学的データがないので、測光データだけでは結論を下せない。一方、（測光データのグラフの形が）指数関数的なことは、棒渦巻銀河であることを示唆している。

## 画像

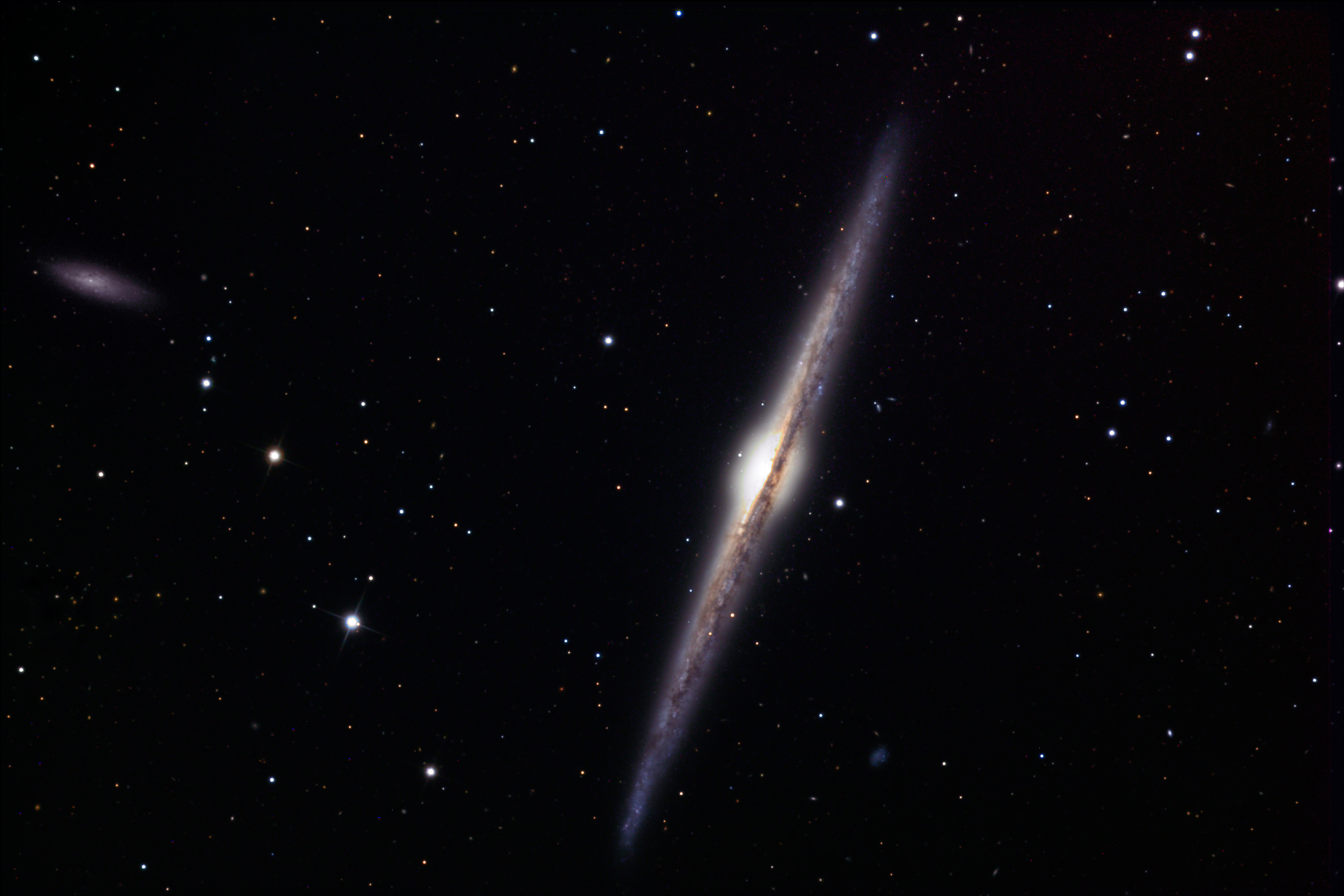
NGC 4565 and apparently smaller NGC 4562. 24-inch telescope on Mt. Lemmon, AZ. Courtesy of Joseph D. Schulman